# Anomis exaggerata
Anomis exaggerata là một loài bướm đêm trong họ Erebidae.